# Jewish Lights Publishing
Jewish Lights Publishing — издательство, основанное в 1990 году Стюартом Мэтлинсом в Вудстоке, штат Вермонт; публикует работы для детей и взрослых, которые исходят из иудаистской точки зрения, но при этом несут мудрость читателям любого духовного происхождения. Рассматриваемые темы включают еврейский мистицизм и духовность, социальную справедливость, самопомощь, межконфессиональные отношения и события еврейского жизненного цикла. Компания была подразделением LongHill Partners вместе с дочерними компаниями SkyLight Paths Publishing и GemStone Press. В 2016 году LongHill Partners продала свою издательскую программу компании Turner Publishing Company.